# La Vengeance de l'Indien
Pour plus de détails, voir Fiche technique et Distribution.
La Vengeance de l'Indien (titre original : Reprisal !) est un film américain de George Sherman sorti en 1956.

## Synopsis
Frank Madden se rend dans la petite ville de Kendall, dans l'Oklahoma, où il a acheté un ranch. Lorsqu'il entre dans la ville, les rues sont désertes. En fait, les habitants se sont réunis au Saloon pour assister au procès des frères Shipley qui ont lynché deux Indiens. Malgré des preuves accablantes, les trois bandits sont acquittés par un jury blanc qui semble peu sensible aux décisions du juge. Mais le shérif craint que ce verdict puisse provoquer des représailles de la part des peaux rouges...

## Fiche technique
- Titre original : Reprisal !
- Titre français : La Vengeance de l'Indien ou Représailles
- Réalisation : George Sherman
- Scénario : David P. Harmon, Raphael Hayes et David Dortort d'après une histoire de David P. Harmon et le roman d'Arthur Gordon
- Directeur de la photographie : Henry Freulich
- Montage : Jerome Thoms
- Musique : Mischa Bakaleinikoff (non crédité)
- Production : Lewis J. Rachmil
- Genre : Western
- Pays :  États-Unis
- Durée : 74 minutes (1 h 14)
- Date de sortie :
  - États-Unis : novembre 1956
  - France : 9 mai 1958

## Distribution
Note : Bien qu'il date de 1956, la version française du film a été effectuée tardivement en 1978.
- Guy Madison (VF : Daniel Gall) : Frank Madden
- Felicia Farr (VF : Monique Martial) : Delphine Cantrell
- Kathryn Grant (VF : Évelyn Séléna) : Taini
- Michael Pate (VF : Jacques Thébault) : Bert Shipley
- Edward Platt (VF : Raymond Loyer) : Neil Shipley
- Otto Hulett (VF : Jean Violette) : le shérif Jim Dixon
- Wayne Mallory (VF : Mario Santini) : Tom Shipley
- Robert Burton : Jeb Cantrell
- Ralph Moody (VF : Jean Brunel) : Matara
- Frank DeKova : Charlie Washackle

### Acteurs non crédités
- Addison Richards (VF : François Valorbe) : le juge
- Philip Breedlove (VF : Alain Dorval) : Takola